# Ripuarisch

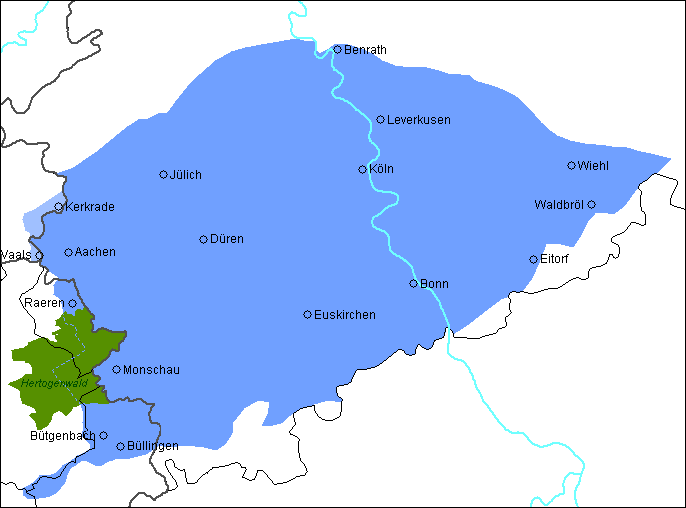
Zona de parla ripuarisch

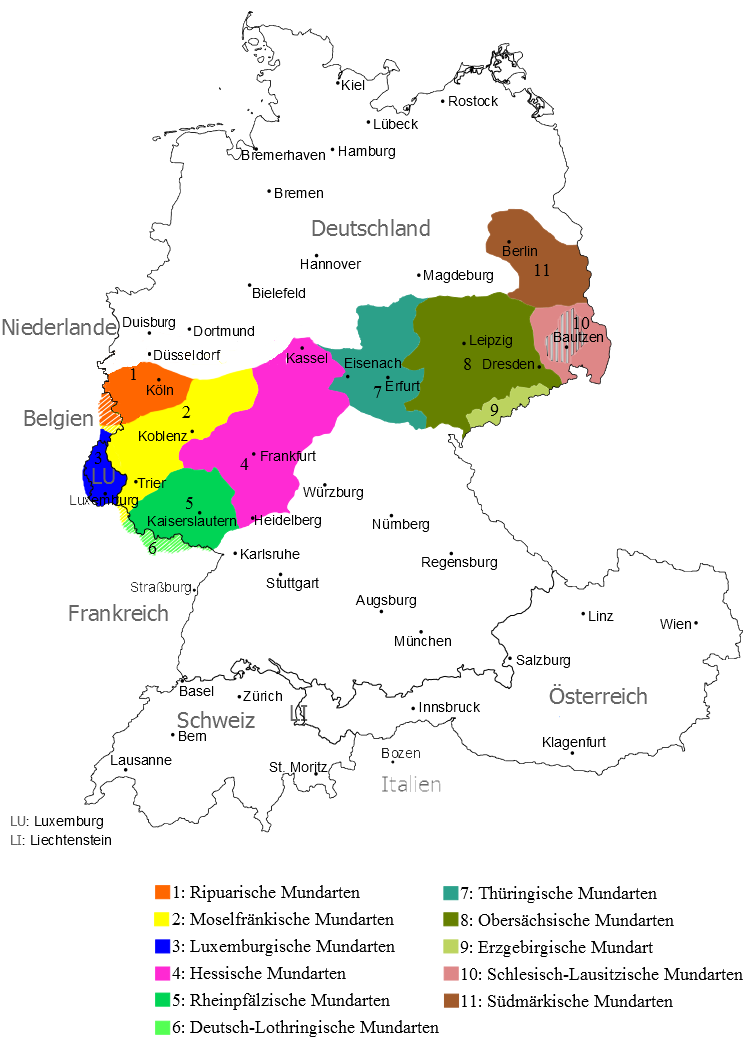
Alemany central, amb el número 1 el ripuarisch

El ripuarisch o fràncic ripuari és un grup dialectal germànic occidental, el nom del qual prové del llatí ripa. És el més septentrional del grup occidental dels dialectes de l'Alt alemany inferior occidental, que també inclou el fràncic luxemburguès, el fràncic mosel·là i el fràncic renà. La seva àrea ocupa principalment l'estat federat alemany de Rin del Nord-Westfàlia, amb algunes influències al nord de Renània-Palatinat, l'àrea d'Eupen a Bèlgica i alguns municipis veïns als Països Baixos, des del nord-oest de Düsseldorf i Colònia fins a Aquisgrà a l'oest, i Waldbröl a l'est.

## Característiques
La majoria dels més de cent dialectes ripuaris estan situats en un municipi o poble específic. En general només hi ha petites diferències distintives entre els dialectes veïns (que no obstant això són fàcilment perceptibles entre la població local), i són més grans entre els més distants. Aquests són descrits per un conjunt d'isoglosses anomenades Rheinischer Fächer en lingüística. La forma de parlar sovint els permet seguir la seva pista sovint fins a la vila o barri on es va aprendre a parlar.
El ripuarisch forma una família dialectal comuna anomenada fràncic central, juntament amb el fràncic mosel·là a Luxemburg i Renània-Palatinat. Llavors els dialectes ripuaris són part del grup de l'alemany central occidental. Les parles ripuarisch formen part de l'alt alemany inferior occidental.

## Àrea lingüística
- al nord, la frontera inclou la línia d'Uerdingen, que marca el límit tradicional entre els dialectes del baix alemany i l'alemany mitjà;
- al sud, els límits apleguen la frontera entre els estats alemanys de Rin del Nord-Westfàlia i Renània-Palatinat;
- a l'oest, la frontera es troba entre Eupen i Aquisgrà;
- a l'est, el límit es calcula al voltant de la ciutat de Siegen.

## Nombre de parlants
Prop d'un milió de persones parlen ripuarisch, el que constitueix al voltant d'una quarta part dels habitants de la zona. La penetració del ripuarisch en la comunicació diària varia considerablement, igual que el percentatge de parlants ripuarisch d'un indret a un altre. En alguns llocs pot haver només uns pocs parlants ancians, mentre que en altres llocs d'ús del ripuarisch és comú en la vida quotidiana. Tant en l'àrea genuïna ripuarisch com en els seus voltants, el nombre de persones que comprenen de forma passiva el ripuarisch en certa manera excedeix el nombre de parlants actius.